# Marguerite MacIntyre
Marguerite MacIntyre (Detroit, Míchigan, 11 de mayo de 1965) es una actriz y productora estadounidense.

## Biografía
Su primera actuación fue a la edad de dieciséis años. Ha aparecido en producciones teatrales como Fahrenheit 451 en el Falcon Theatre y South Pacific en Goodspeed. También ha aparecido en Broadway y en producciones como Jane Eyre, City of Angels, No Way to Treat a Lady, Annie Warbucks, Weird Romance y Mata Hari.
Ha trabajado como estrella invitada en numerosas series de televisión, pero sobre todo es conocida por su papel en Kyle XY, donde interpretó a la psicóloga Nicole Trager, y en The Vampire Diaries a la Sheriff Elizabeth "Liz" Forbes, madre de una de las protagonistas, Caroline Forbes, interpretada por Candice Accola.

## Filmografía
Cine
- Radioland Murders (1994)
- Bury the Evidence (1998) - la mujer (voz)
- Our Lips Are Sealed (2000) - profesora
- Red Dragon (2002) - Valerie Leeds

Televisión
- Seinfeld (1 episodio, 1994) - Karen
- The Commish (1 episodio, 1994) - Elaine MacGruder
- The Tom Show (1 episodio, 1997) - Darla
- You Wish (1 episodio, 1998) - Jessica
- To Have & to Hold (1 episodio, 1998) - Karen Flood
- The Pretender (1 episodio, 1999) - Deborah Clark
- Two Guys, a Girl and a Pizza Place (3 episodios, 1998-1999) - Kaitlin Rush
- Veronica's Closet (1 episodio, 1999) - Lily
- Odd Man Out (1 episodio, 1999) - Barbara Wickwire
- Pacific Blue (1 episodio, 2000) - Señora Lamb
- Ally McBeal (1 episodio, 2000) - Deborah Schofield
- Law & Order: Special Victims Unit (1 episode, 2001) - Darlene Sutton
- Septuplets (2002) - Kay Wilde
- Strong Medicine (1 episodio, 2002) - Tori Davis
- The Shield (4 episodios, 2003) - Emma Prince
- The Practice (1 episodio, 2003) - Defensora de Jake Spooner
- Navy NCIS: Naval Criminal Investigative Service (1 episodio, 2004) - Lauren Tyler
- Judging Amy (1 episodio, 2004) - Nala Cooper
- The Days (6 episodios, 2004) - Abby Day
- Medical Investigation (1 episodio, 2005) - Dr. Karen Lowe
- Numb3rs (1 episodio, 2005) - Erica Kalen
- Inconceivable (1 episodio, 2005) - Sonya Vanucci
- Bones (1 episodio, 2005) - Dr. Denise Randall
- Shark (1 episodio, 2006) - Vivian Anderson
- Kyle XY (2006-2010) - Nicole Trager
- El mentalista (1 episodio, 2009)
- Crónicas Vampíricas (2010—2017) - Sheriff Elizabeth Forbes